# Rémy Rochas
Rémy Rochas (* 18. května 1996) je francouzský profesionální silniční cyklista jezdící za UCI WorldTeam Groupama–FDJ.

## Hlavní výsledky
2013
Tour du Valromey
6. místo celkově
 vítěz vrchařské soutěže
Giro di Basilicata
6. místo celkově
2015
Kreiz Breizh Elites
6. místo celkově
2016
Ronde de l'Isard
vítěz 2. etapy
Kreiz Breizh Elites
8. místo celkově
2017
Ronde de l'Isard
6. místo celkově
2018
Kolem Almaty
5. místo celkově
6. místo Tour de Gévaudan Occitanie
2020
Sibiu Cycling Tour
4. místo celkově
2021
5. místo Veneto Classic
Volta a la Comunitat Valenciana
8. místo celkove
Tour de l'Ain
8. místo celkově
2022
2. místo Giro del Veneto
8. místo Veneto Classic
2023
Tour of Guangxi
2. místo celkově
Tour du Limousin
8. místo celkově
2024
Étoile de Bessèges
5. místo celkově

### Výsledky na Grand Tours
| Grand Tour      | 2021 | 2022 | 2023 |
| --------------- | ---- | ---- | ---- |
| Giro d'Italia   | DNF  | 71   | DNF  |
| Tour de France  | —    | —    | —    |
| Vuelta a España | 15   | DNF  | 28   |

| —   | Nezúčastnil se |
| DNF | Nedokončil     |